# جیگولی
جیگولی، روستایی از توابع بخش مرکزی شهرستان زاهدان در استان سیستان و بلوچستان ایران است.

## جمعیت
این روستا در دهستان چشمه زیارت قرار دارد و براساس سرشماری مرکز آمار ایران در سال ۱۳۸۵، جمعیت آن ۴۸.۵نفر (۸خانوار+ هستی جیگولی ۲.۸ نفر) بوده‌است.